# Київська операція Війська Польського (1920)
Ки́ївська опера́ція Ві́йська По́льського (1920) (Ки́ївська експеди́ція (пол. Wyprawa kijowska), також рідко Украї́нська опера́ція) — наступальна операція Війська Польського і Армії УНР в квітні 1920 року, метою якої було визволити Київ від більшовиків.

## Початок кампанії 1920
У перших числах січня 1920 року війська Едварда Ридза-Сміглого несподіваним ударом узяли Двінськ і пізніше передали його латвійській владі. 21 лютого в місті відбувся військовий парад Війська Польського. Тим часом командування РСЧА зібрало сили чисельністю 100 тисяч багнетів, потужну артилерію, бронепоїзди і бронемашини. 10 березня план наступу Червоної Армії, розроблений Сергієм Каменєвим і Борисом Шапошниковим, був затверджений. Однак уже 6 березня польські війська перейшли в наступ у Білорусі, захопивши Мозир і Калинковичі. Атака ж на Україну 12-ї і 14-ї армій РСЧА захлинулася через два дні. Армії змушені були перейти до оборони. Усі чотири спроби Червоної Армії відбити Мозир не увінчалися успіхом.
До кінця 1919 року польські збройні сили нараховували 21 дивізію піхоти і 7 моторизованих бригад — всього 600 тисяч бійців. У перших місяцях 1920 року була оголошена мобілізація, яка принесла значне поповнення особового складу. Крім того, продовжували прибувати все нові добровольці. У тому числі і американські (серед них був і льотчик Меріан К. Купер — майбутній творець Кінг-Конга і батько польського письменника Мацея Сломчинского). До кампанії 1920 Польща виставила понад 700 тисяч солдатів. До початку головних бойових дій сили сторін становили:
На південній ділянці фронту — від Дніпра до Прип'яті:
Військо Польське

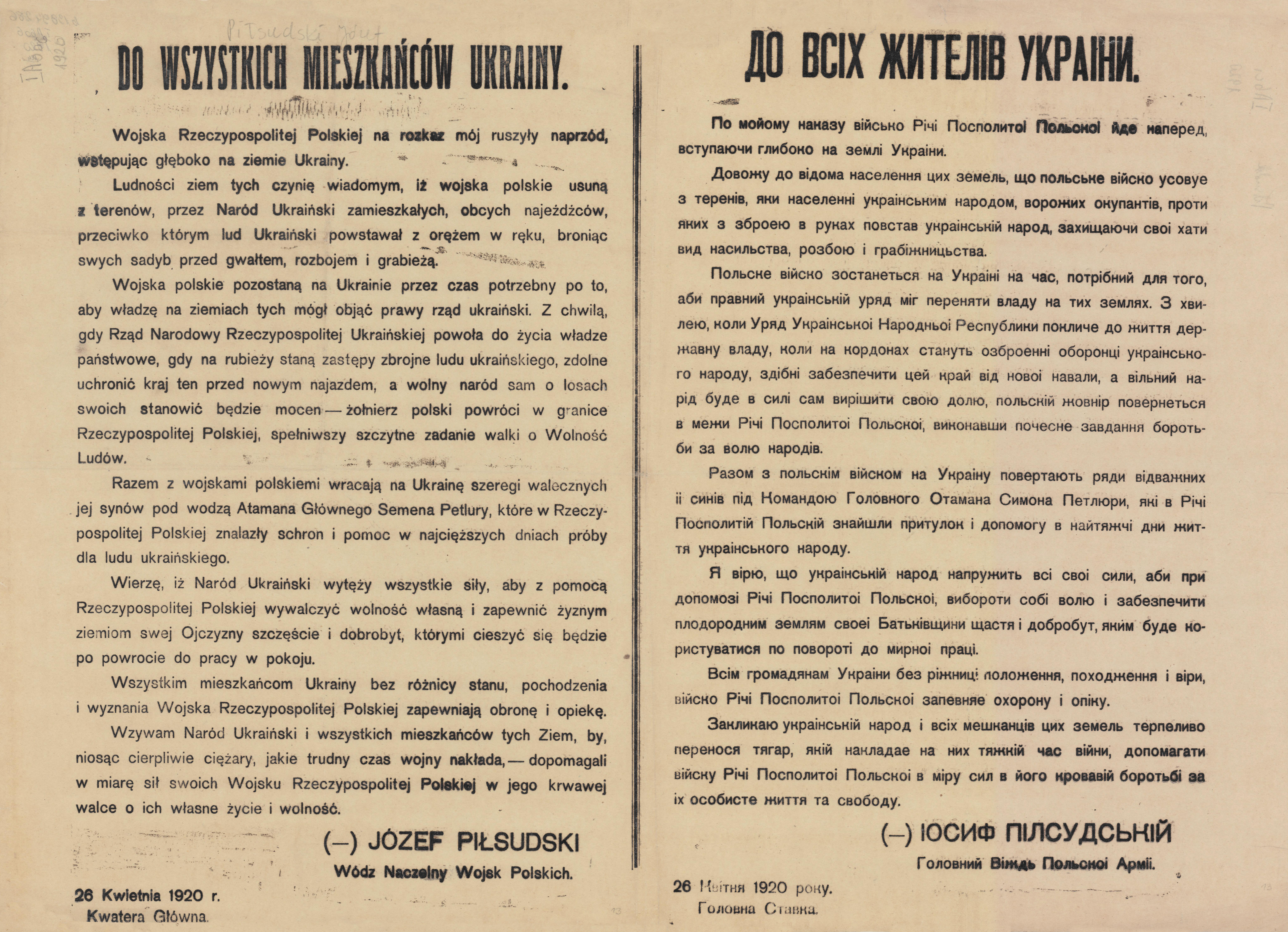
Звернення Юзефа Пілсудського до мешканців України від 26 квітня 1920 р.

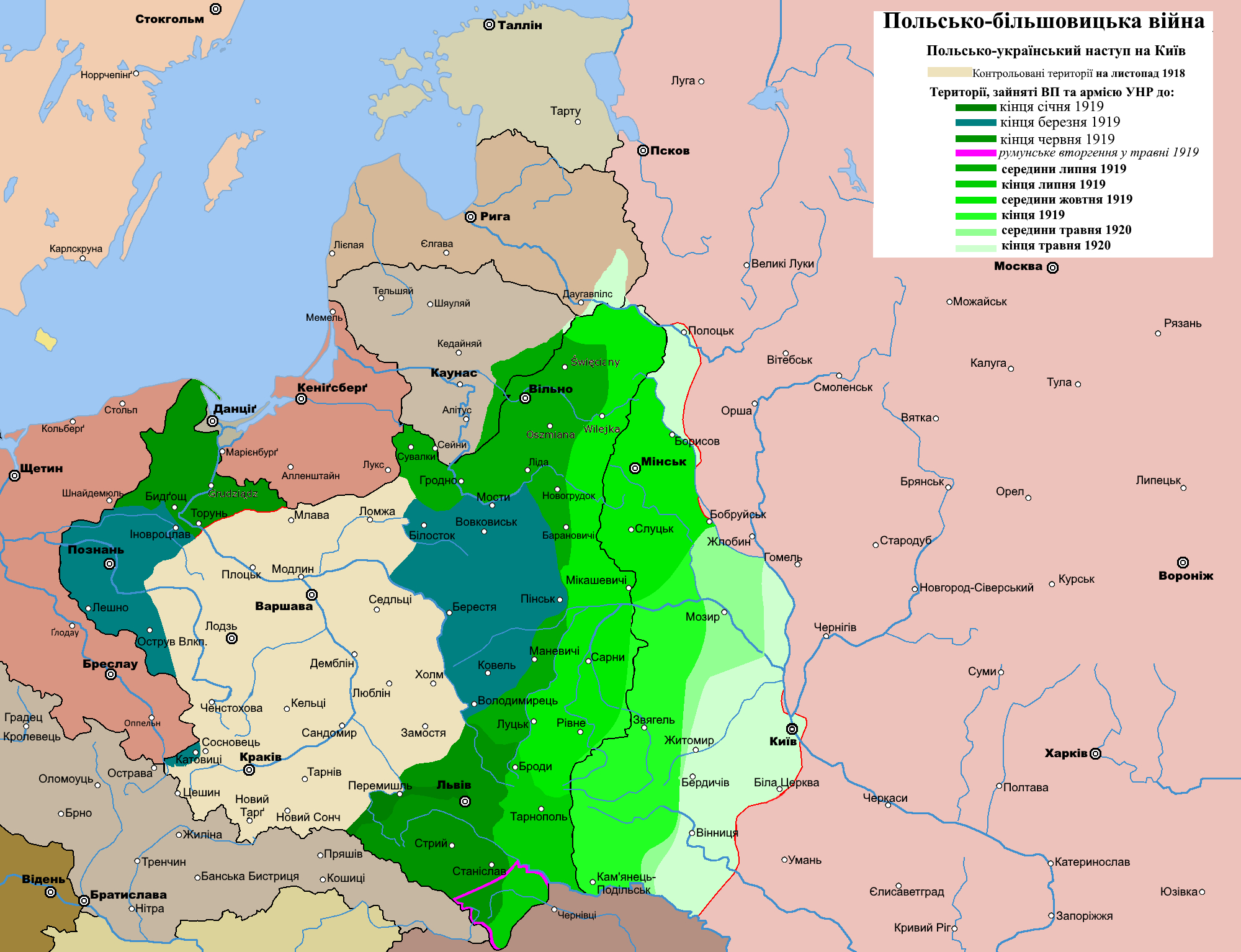
Етапи Київської операції

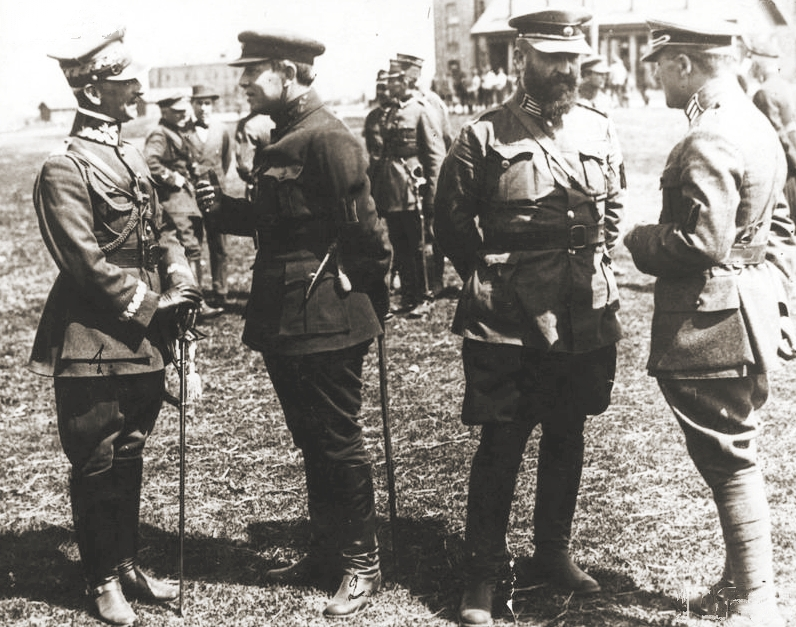
Генерал Антоній Лістовський, Симон Петлюра, полковник Володимир Сальський, полковник Марко Безручко, офіцери, Бердичів, квітень 1920.

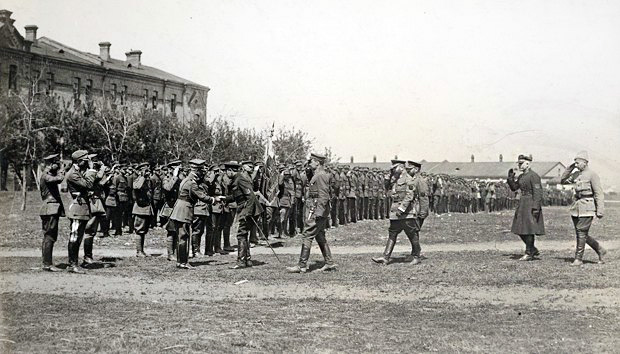
Вручення прапора 6-й Січовій дивізії. Симон Петлюра, генерал Володимир Сальський, генерал Антоній Лістовський, Бердичів 21 квітня 1920

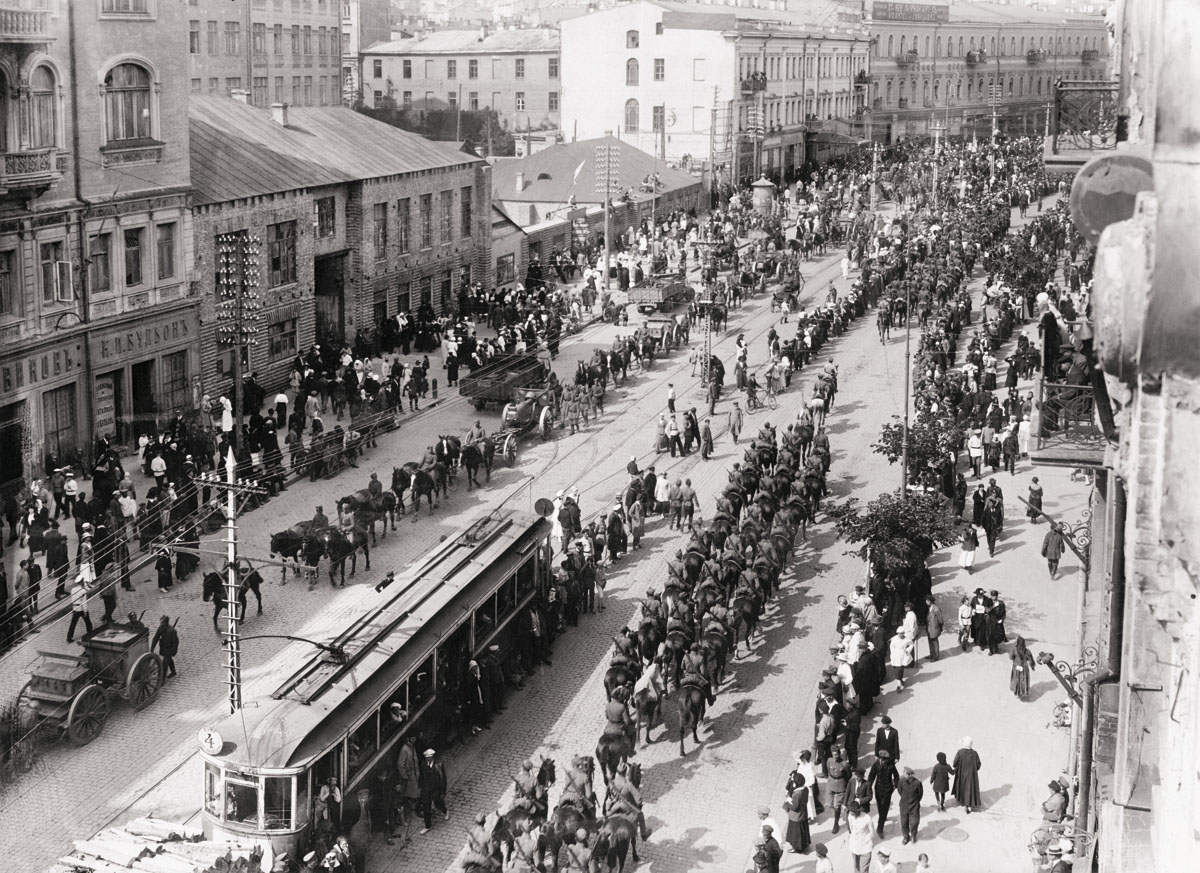
Польсько-український парад на Хрещатику, 9 травня 1920

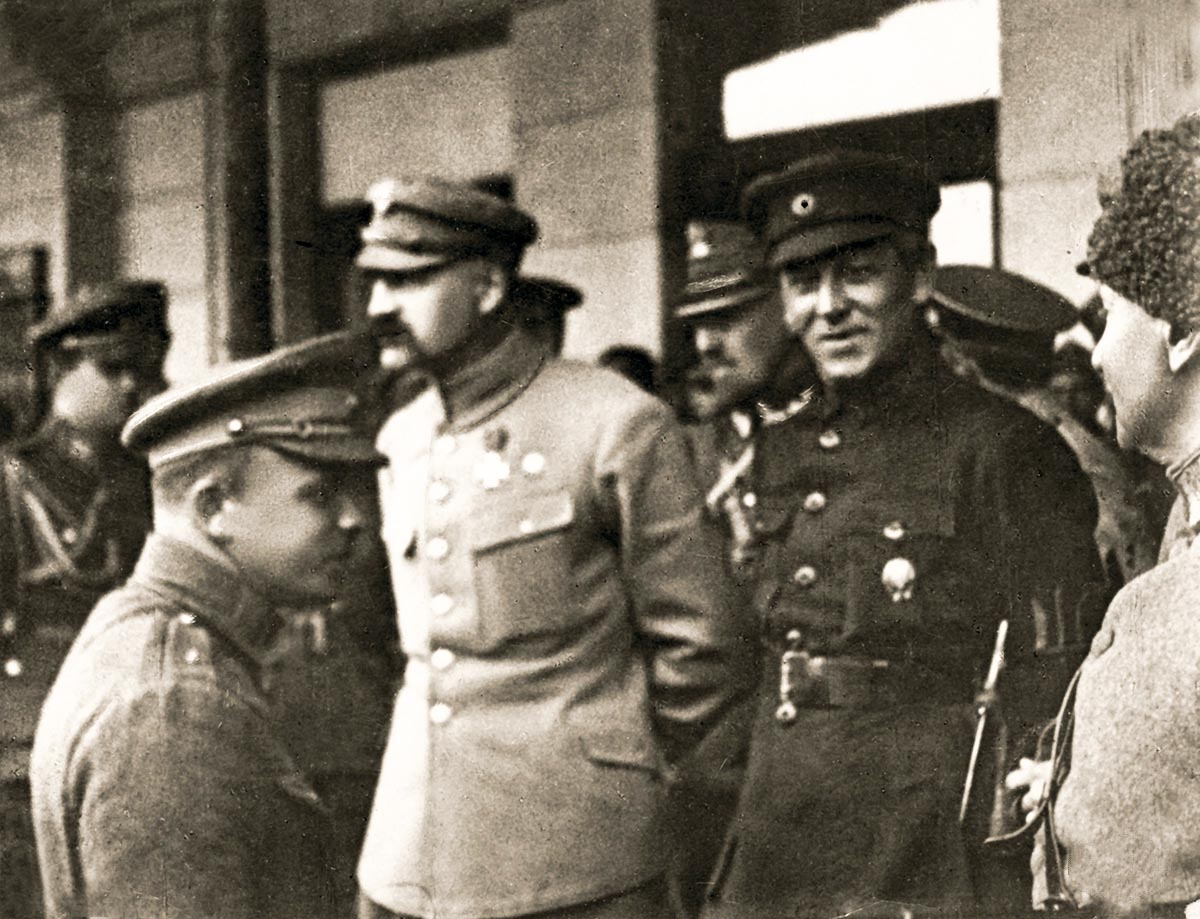
Пілсудський і Петлюра. Київ, 1920

- 6-а армія генерала Вацлава Івашкевича
  - 5-а піхотна дивізія (Вацлав Єнджеєвский)
  - 12-а піхотна дивізія (Маріан Янушайтіс-Жегота)
  - 18-а піхотна дивізія (Франтішек Крайовський)
  - Третій Авіадівізіон (Стефан Бастир)
- 2-а армія генерала Антонія Лістовського
  - 13-а піхотна дивізія (Франтішек Паулік)
  - 15-а Поморська піхотна дивізія (Антоні Ясенський)
  - 6-а Січова дивізія (Марко Безручко)
  - 2-й Авіадівізіон (Камілло Періно)
- 3-я армія генерала Едварда Ридз-Сміглий
  - 1-а піхотна дивізія Легіонів (Едвард Ридз-Сміглий)
  - 7-а піхотна дивізія (Еуґеніуш Поґожельський)
  - Третя кавалерійская бригада (Єжи Савицький)

Всього — 30,4 тис. багнетів і 4,9 тис. шабель.
РСЧА
- 12-а армія Сергія Меженінова
  - 7-а стрілецька дивізія
  - 58-та стрілецька дивізія
- 14-а армія Ієроніма Уборевича
  - 41-та стрілецька дивізія
  - 60-та стрілецька дивізія

Усього 13,4 тис. багнетів і 2,3 тис. шабель.
На північній ділянці фронту — між Прип'яттю і Двіною:
Військо Польське
- 4-а армія (район Полісся і Березини) генерала Станіслава Шептицького
  - 2-а піхотна дивізія Легіонів (Генрик Мінкевич)
  - 6-а піхотна дивізія (Казімеж Рашевський)
  - 14-а Великопольська піхотна дивізія (Даніель Конажевський)
  - Поліська група генерала Владислава Сікорського
    - 9, 16, 21-а піхотні дивізії

  - 7-й Авіадивізіон (Антонін Бучкевич)
- 1-а армія (район Двіни) генерала Стефана Маєвського
  - 1-а Литовсько-Білоруська дивізія (Ян Жондковський)
  - 8-а піхотна дивізія
  - 1-а кавалерійська бригада
  - 4-й Авіадивізіон (Юліан Слоневський)
- Оперативна група генерала Леонарда Скерського (район Борисова)
- Резервна армія генерала Казімєжа Соснковського

Всього 12 дивізій піхоти і 2 бригади кавалерії — 60,1 тис. багнетів і 7 тис. шабель.
Західний фронт Михайла Тухачевського:
- 15-а армія Августа Корка
- 16-а армія Миколи Соллогуба

Усього 66,4 тис. багнетів і 4,4 тис. шабель.
Таким чином, в Білорусі сили були приблизно рівні, тоді як в Україні поляки мали майже триразову перевагу. До того ж в тилах 12-й і 14-ї армій діяли українські партизанські загони і дві галицькі бригади, чисельністю більше 1,5 тисячі чоловік. Після прийняття рішення про наступ на південній ділянці фронту польське командування перекинуло туди ще 10 тисяч багнетів і 1 тисячу шабель.

## Наступ на Київ

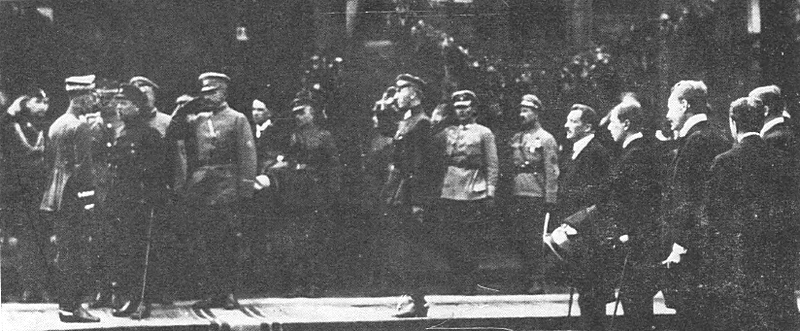
Генерал Ридз-Сміглий рапортує Симонові Петлюрі після звільнення Києва від більшовиків, 1920 рік

25 квітня 1920 року польські війська атакували позиції Червоної Армії. Ділянкою фронту від Мозиря до Олевська командував генерал Юзеф Рибак; від Олевська до Полонне — генерал Едвард Ридз-Смігли; від Полонне до Проскурова (Хмельницького) — генерал Антоній Листовський; від Проскурова до румунського кордону — генерал Вацлав Івашкевич. Крім того, дії поляків, відповідно до договору, підтримували війська Симона Петлюри (близько 15 тис. осіб). Дії Пілсудського викликали невдоволення Франції, яка сподівалася на виступ поляків єдиним фронтом зі ЗС Півдня Росії.
До 28 квітня польські війська зайняли лінію Чорнобиль — Козятин — Вінниця — румунський кордон. В Житомирі маршал польської армії Юзеф Клеменс Пілсудський зробив промову до українського народу, наголошуючи, що українці мають право на свою незалежну державу. А потім, протягом доби пройшли 90 км і спинилися біля брами Києва, не зустрічаючи опору. Все говорило за те, що Сергій Меженінов відвів армію, ухиляючись від прямого зіткнення…

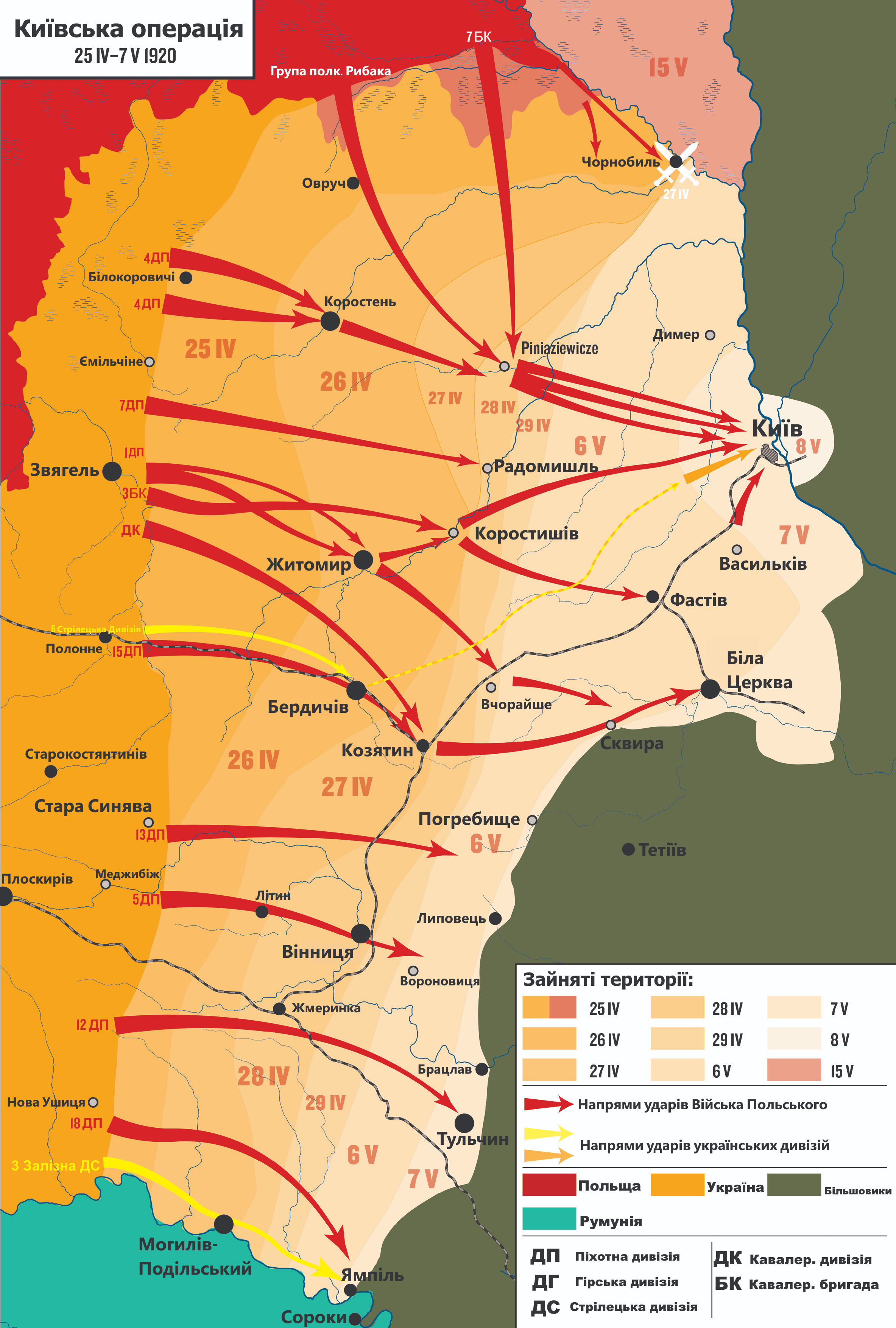
Перебіг Київської операції 1920

6 травня була захоплена Біла Церква. Наступного дня частини Червоної Армії втекли з Києва. Незабаром у Київ вступили кавалерійські частини Війська Польського (а 8 травня — піхота).
9 травня 1920 року в Києві відбувся на Хрещатику польсько-український військовий парад.

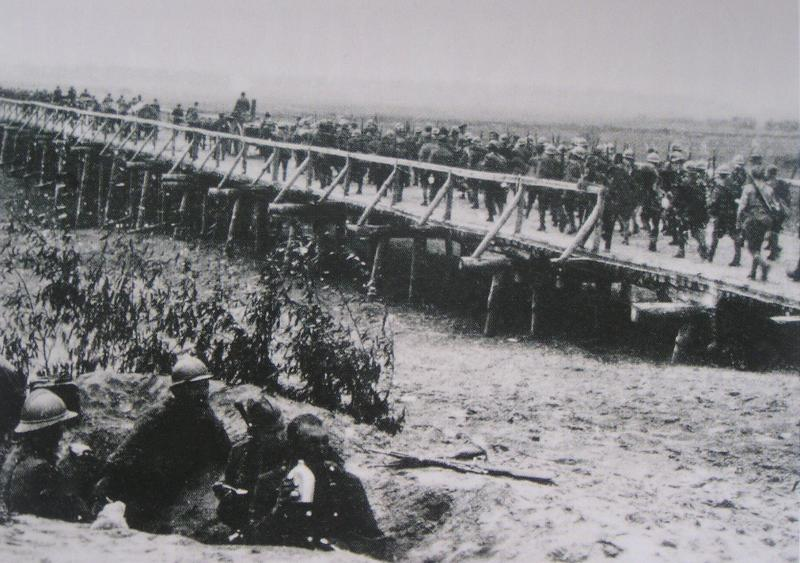
Польські війська залишають Київ

14 травня в Білорусі почався наступ радянського західного фронту. А 12 червня в Київ увійшла Червона Армія.

## Іноземці
В операції, окрім поляків та українців, брали участь також іноземні добровольці, наприклад американці. Серед них Меріан К. Купер — творець Кінг-Конга.